# Patios de Cafayate
Les Patios de Cafayate sont un hôtel argentin situé à Cafayate, dans la province de Salta. Installé dans un bâtiment construit en 1740, cet établissement est membre des Historic Hotels Worldwide depuis 2014.